# Ovidiu Dănănae
Ovidiu Liviu Dănănae (* 26. August 1985 in Craiova) ist ein rumänischer ehemaliger Fußballspieler auf der Position eines rechten Außenverteidigers.

## Karriere
Dănănae begann seine Karriere 2003 bei CSM Reșița, als er dort in die erste Mannschaft geholt wurde. Bereits in seinem ersten Jahr musste der Verein aus der zweiten Liga absteigen. Daraufhin wechselte der Außenverteidiger 2004 zum damaligen Erstligaverein FC Universitatea Craiova. Dort stieg er ebenfalls in seinem ersten Jahr ab, der Verein spielte ein Jahr darauf in der zweiten Liga.
Dort konnte der Wiederaufstieg geschafft werden, und in Dănănaes zweiter Erstligasaison sowie in der dritten konnte der neunte Platz erreicht werden. Die Spielzeit 2008/09 war die bisher erfolgreichste des Außenverteidigers in Craiova: Der Verein wurde Siebenter und schrammte nur knapp an den Europacupplätzen vorbei, da er gegen den Sechsten Steaua Bukarest in den direkten Duellen das Nachsehen hatte. Am Ende der Saison 2010/11 musste er mit seiner Mannschaft in die Liga II absteigen. Er verließ Craiova und wechselte zu Tom Tomsk in die russische Premjer-Liga. Dort kam nur selten zum Einsatz und kehrte zu Beginn des Jahres 2012 nach Rumänien zurück, wo er bei Rekordmeister Steaua Bukarest anheuerte. In der Rückrunde 2011/12 kam er jedoch nur zu einem Einsatz. Nach Ende seines Vertrages 2012 war ein halbes Jahr ohne Verein, ehe ihn CS Turnu Severin in der Winterpause verpflichtete. Nach der Saison 2012/13 musste er mit seinem neuen Klub absteigen. Anschließend wechselte zu Apollon Limassol nach Zypern. Dort kam er in der Spielzeit 2013/14 nur auf zehn Einsätze und fand sich häufig auf der Ersatzbank wieder. Im Sommer 2014 kehrte er nach Rumänien zurück, wo er sich CSU Craiova anschloss.
Im Sommer 2015 wurde sein Vertrag in Craiova nicht verlängert. Dănănae musste mehr als ein Jahr warten, ehe er im September 2016 mit Zweitligist CSM Metalul Reșița einen neuen Klub fand. Ein Jahr später war er zurück in Craiova und beendete 2020 seine Karriere.

## Nationalmannschaft
Nach der erfolgreichen Saison 2008/09 konnte er im Herbst 2009 sein Debüt in der rumänischen Nationalmannschaft feiern. Im Freundschaftsspiel gegen Ungarn spielte Dănănae 39 Minuten, ehe er gegen Vasile Maftei ausgewechselt wurde. Bis August 2010 setzte ihn Nationaltrainer Răzvan Lucescu in unregelmäßigen Abständen ein.

## Erfolge
- Aufstieg in die Liga 1: 2006